# Swedencare AB
Swedencare AB är ett börsnoterat svenskt företag specialiserat på djurhälsoprodukter. Företaget fokuserar på utveckling, produktion och försäljning av olika produkter inom djurhälsovård. Swedencare har ett brett sortiment av produkter som omfattar allt från kosttillskott till hygienprodukter för husdjur. Företaget har en global närvaro med dotterbolag i nio länder och försäljning i över 60 länder. 
Swedencare grundades 1993 och har sedan dess vuxit genom både organisk tillväxt och strategiska förvärv.
Bland varumärkena finns NaturVet, Nutravet, PetMD, NutriScience, ProDen PlaqueOff, Stratford, VetWELL, Riley's och Animal Pharmaceuticals.
Bolaget börsnoterades 2016 på NASDAQ OMX Stockholm First North.